# The Celestial Hawk
The Celestial Hawk è un album in studio del musicista statunitense Keith Jarrett, pubblicato nel 1980.

## Tracce
1. First Movement - 18:15
2. Second Movement - 7:06
3. Third Movement - 14:33